# 武夷山市市长列表
下表列出历任武夷山市市长：

## 中华民国时期
- 崇安县知事
  - 陈道楷，1912年任。
  - 戴彰德，1912年任。
  - 潘纪云，1913年任。
  - 王恕，1916年任。
  - 王政贤，1917年任。
  - 许兆桂，1918年任。
  - 朱侗，1919年任。
  - 彭骥，1920年任。
  - 池原瀚，1921年任。
  - 尹岳，1922年任。
  - 郑祖康，1922年任。
  - 王弼臣，1923年任。
  - 陈煦，1923年任。
  - 蓝鸿著，1925年任。
  - 岑元俊，1926年任。
  - 邱梧，1926年任。
  - 何绍沐，1926年任。
- 崇安县行政委员会委员
  - 陆鸿飞、万培真、李育英、黄懋祥、朱瑞卿
- 崇安县县长
  - 王磊，1927年任。
  - 郑熙绩，1927年任。
  - 王弼臣，1927年任。
  - 卢联，1930年任。
  - 陈应魁，1931年任。
  - 黄守京，1931年任。
  - 詹继良，1931年任。
  - 郑熙文，1931年任。
  - 朱文蔚，1933年任。
  - 黄相忱，1934年任。
  - 张汉良，1935年任。
  - 陈正民，1935年任。
  - 杨永礼，1936年任。
  - 蒋伯雄，1937年任。
  - 刘超然，1938年任。
  - 吴石仙，1941年任。
  - 黄焕采，1944年任。
  - 陈亚夫，1948年—1949年任。

## 中华人民共和国时期
- 崇安县人民民主政府县长
  - 徐福祠，江西人，1949年6月-1949年8月在任。
- 崇安县人民政府县长
  - 李树荣，山西屯留人，1949年8月-1949年12月在任。
  - 郭亮如，山西沁源人，1949年12月-1952年4月在任。
  - 周越甫，山西沁县人，1952年5月-1952年10月在任。
  - 曹进贤，山西沁县人，1952年10月-1955年6月在任。
  - 李怀德，山西沁县人，1955年6月-1955年8月在任。
- 崇安县人民委员会县长
  - 李怀德，山西沁县人，1955年8月-1956年9月在任。
  - 张公正，山西人，1956年9月-1957年10月在任。
  - 赖求兴，福建崇安人，1957年11月-1962年6月在任。
  - 张志英，山西长子人，1962年6月-1963年4月在任。
  - 赖求兴，福建崇安人，1963年4月-1968年10月在任。
- 崇安县革命委员会主任
  - 王一，山东昌邑人，1968年10月-1970年12月在任。
  - 李泉，江苏丹阳人，1970年12月-1973年2月在任。
  - 刘毅，山西平顺人，1973年2月-1977年10月在任。
  - 陈耀华，山西榆社人，1977年10月-1978年12月在任。
  - 郑寿炎，福建古田人，1978年12月-1980年10月在任。
- 崇安县人民政府县长
  - 赵大炎，福建邵武人，1980年11月-1983年11月在任。
  - 田文光，福建莆田人，1983年11月-1984年2月在任。
  - 宫维祺，安徽合肥人，1984年11月-1987年8月在任。
  - 贾宏，山西屯留人，1987年8月-1989年12月在任。
- 武夷山市市长
  - 贾宏，山西屯留人，1990年1月-1990年7月在任。
  - 黄大兴，福建顺昌人，1990年8月-1993年2月在任。
  - 陈祥龙，福建建瓯人，1993年2月-1996年10月在任。
  - 张建光，1996年10月-2001年5月在任。
  - 胡书仁，福建南平人，2001年6月起任职。